# Stade de l’Ill
Das Stade Omnisports de l’Ill ist ein Mehrzweckstadion mit Leichtathletikanlage in Mulhouse. Die französische Stadt Mulhouse (dt: Mülhausen) liegt im Département Haut-Rhin im Elsass. Es ist die Heimstätte des FC Mulhouse. Der Verein spielte von 1906 bis zum Ersten Weltkrieg im Radstadion (Stade Vélodrome) von Mulhouse. Nach dem Krieg bis 1979 empfing er seine Gegner im Stade de Bourtzwiller. Der Name der Sportstätte führt auf den Fluss Ill zurück. 
Am 11. August 1979 eingeweiht, hat es derzeit 11.303 Plätze. Sie verteilen sich auf zwei überdachte Sitzplatztribünen längs des Platzes und Stehplätzen in den Kurven. Der Zuschauerrekord stammt von 1989, als der FC Mulhouse gegen Olympique Marseille (1:2) spielte. Zu dem Erstligaspiel kamen 17.342 Zuschauer in das Stadion.